# بلال ماخوف
بلال فاليريفيتش ماخوف (الروسية: Билял Валерьевич Махов، القبرديانية: Махуэ Билал Валерий и къуэ ؛ من مواليد 20 سبتمبر 1987 في نالتشيك) لاعب  روسي في رياضة فنون القتال المختلطة ومصارعة حرة ومصارعة يونانية رومانية. وقع في بطولة القتال النهائي ، وتنافس في قسم  الوزن الثقيل. كان بطل روسيا في عامي 2007 و 2010 ، وبطل أوروبا في 2010 وبطل العالم في 2007 و 2009 و 2010 في المصارعة الحرة للرجال 120 كجم والميدالية البرونزية في المصارعة اليونانية الرومانية 130 كجم في بطولة العالم في 2014 و 2015. في عام 2015  فاز  بطولة المصارعة الوطنية اليونانية الرومانية
فاز في الأصل بالميدالية البرونزية في دورة الألعاب الأولمبية الصيفية 2012 في فئة 120 كجم للرجال ، لكن تمت ترقيته إلى الحائز على الميدالية الذهبية بالاشتراك مع كميل قاسمي من إيران في عام 2020 ، عندما كشفت إعادة اختبار العينات أن كلا المتسابقين النهائيين قد استخدموا مواد غير مشروعة. في سبتمبر 2021 ، تم حظر مخوف نفسه لمدة أربع سنوات بعد انتهاك مكافحة المنشطات.